# Drivgas
Drivgas är en beteckning för "den gas som driver ut innehållet ur en sprejförpackning eller dylikt". Definitionen är från Bonniers svenska ordbok, 1996. Svensk ordbok skriver: "gas som utgör drivmedel, till exempel i sprayflaska", där "drivmedel" används med en annan betydelse än den vanliga "energikälla för motorer".
Begreppet har två avgränsningar: dels mot större gasbehållare än kommersiella sprejförpackningar, dels mot det fall då då gasen själv utgör förpackningens nyttoinnehåll. Man kan släppa endera begränsningen med bibehållen förståelighet men inte båda samtidigt. I så fall skulle envar behållare med komprimerad gas kunna sägas innehålla drivgas. 

## Funktionssätt
Ämnen som används som drivgaser är i gasfas vid användningstemperaturen men som övergår i vätskefas vid måttlig ökning av trycket. I behållare står drivgasämnets gasfas och vätskefas i jämvikt med varandra, och gastrycket bestäms av temperaturen. Släpper man ut något av gasen nybildas gas från vätskefasen så att gastrycket uppehålls, så länge som det är något kvar av vätskefasen.  
För att förpackningen skall bli billig att tillverka bör gasen ha ett måttligt övertryck vid användnings temperaturen. Blir temperaturen för hög kan behållaren sprängas. 
Drivgasens uppgift är att sprida förpackningens nyttoinnehåll, i många fall som en aerosol eller smådroppar i luften, i andra fall som ett pulver eller som en gasfylld vätskeblandning som i raklödder eller vispgrädde. 

## Aktuella drivgaser
- Petroleumbaserad drivgas. Detta är den vanligaste drivgasen för tekniska produkter. Den består av en kombination av de alifatiska kolvätena propan, butan och isobutan, Samma gaskombination vänd som energikälla går i Sverige under namnet gasol. Gasens främsta nackdel är att den är brännbar. Man får därför inte spreja där det finns öppen eld.

Petroleumbaserad drivgas har använts som rusmedel vid så kallad boffning. Även om gasen vid normal användning är ofarlig är detta livsfarligt eftersom den rusgivande koncentrationen endast är obetydligt lägre än den dödliga.
- Lustgas (dikväveoxid, N2O) används för födoämnet sprejgrädde, "vispgrädde på burk".[5]
- Koldioxid. Denna gas ger bubblorna i kolsyrade drycker och säljs för detta ändamål. Det är osäkert om den faktiskt också används i sprejförpackningar.
- Freon (dikordifluormetan, CCl2F2) blev tidigare använd som drivgas med sin kemiska stabilitet (obrännbarhet) som främsta positiva egenskap. Gasens inverkan på det globala klimatet har gjort att den sedan länge är förbjuden för detta ändamål.